# 일리니 앤드 살루키
일리니 앤드 살루키(영어: Illini and Saluki)는 미국 일리노이주 시카고 유니언 역에서 일리노이주 카번데일 카번데일 역까지 운행되는 도시철도 열차이다.

## 역사 및 현황
1971년에 암트랙의 설립과 동시에 신설된 노선으로 시티 오브 뉴올리언스, 파나마 리미티드, 시티 오브 마이애미와 경로가 유사했다. 이와는 별도로 캠퍼스 노선이 있으나 1972년에 이 노선과 함께 폐지되었다. 1973년에 일리니(영어: Illin)로 다시 신설 되었다. 1986년 암트랙은 카번데일에서 쇼니까지 연장을 시도 했지만 예산 문제로 무산되었다. 2006년에 살루키(영어: Saluki) 노선을 신설해 현재에 이르고 있다.

## 운행 노선

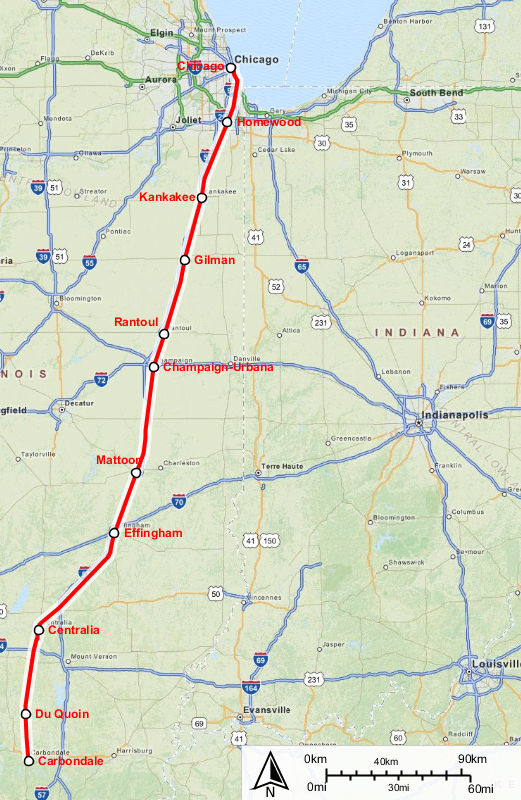
암트랙 일리니 앤드 살루키 노선도 (interactive map)

## 사진

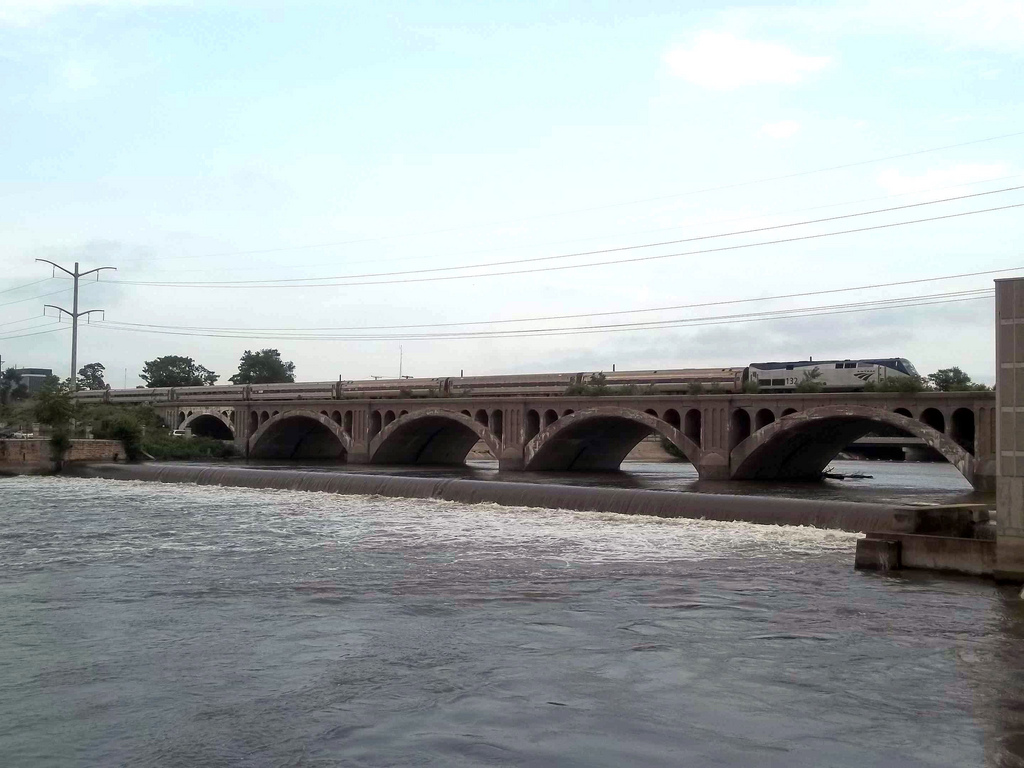
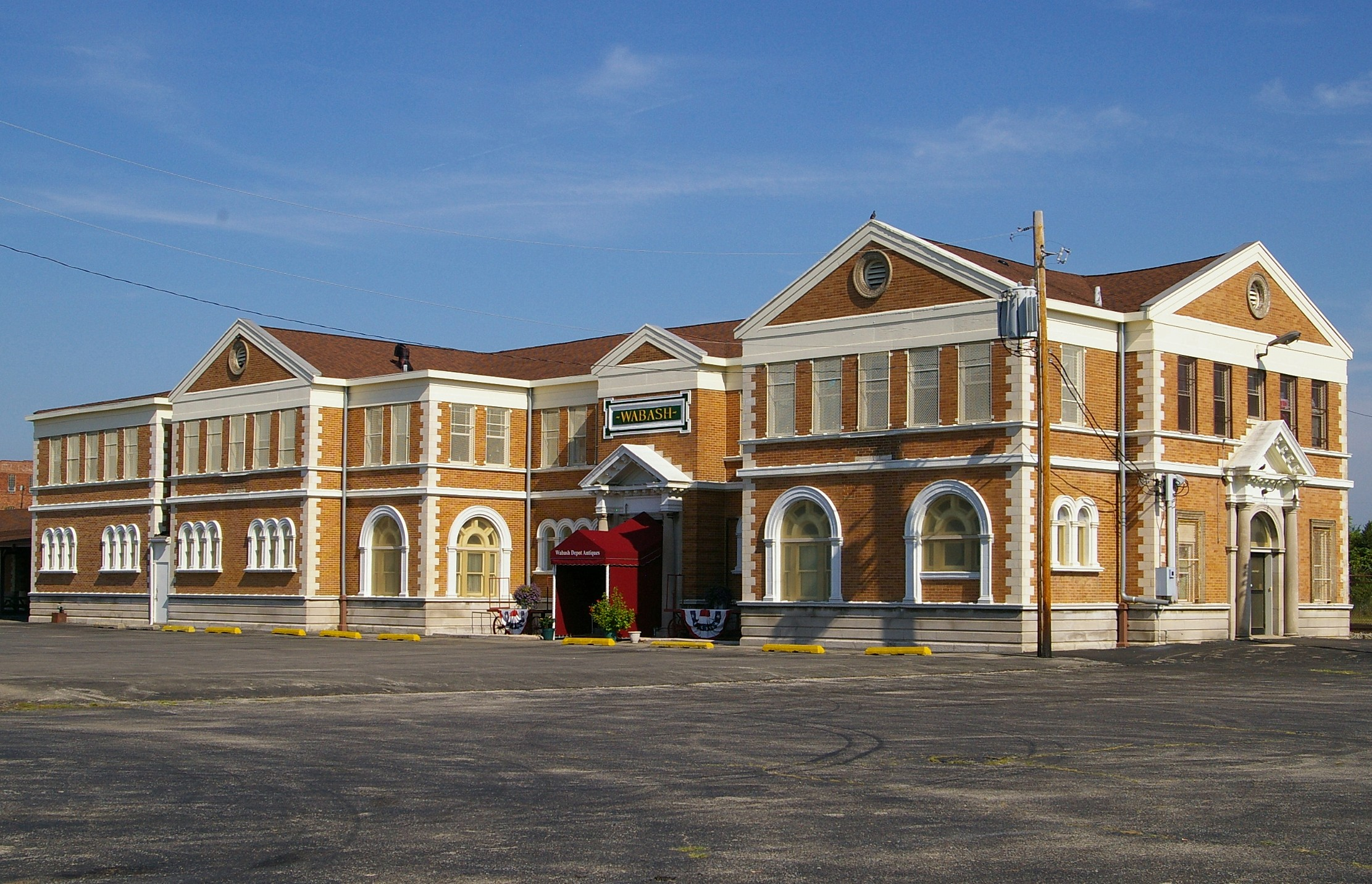